# Григор Лилов
Григор Лилов е български икономист, журналист и писател.

## Биография
Роден е на 7 февруари 1955 г. в София. Завършва журналистика в Софийския държавен университет, а после и икономика и организация на труда в УНСС.
Журналист на свободна практика. Финансов и икономически анализатор. Пише статии за вестниците The Economist и Financial Times. Бил е журналист в БНТ, във вестниците „Работническо дело“, „168 часа“ и „Труд“.

## Награди и отличия
- Лауреат на националната награда на Фондация „Свободна и демократична България“ (Паница) за първото в България журналистическо разследване на „Мултигруп“ (1994).
- Носител на грамота на националния конкурс „Репортер на годината“.[2]
- Национална телевизионна награда за 2016 г. – „Българската Европа“ за телевизионното предаване „Директно“, на което е автор, редактор и водещ[4]